# أندري فاسيلييف
أندري فاسيلييف (الروسية: Васильев, Андрей Дмитриевич) هو لاعب كرة قدم روسي في مركز الدفاع، ولد في 11 فبراير 1992 في سانت بطرسبرغ في روسيا. شارك مع منتخب روسيا تحت 19 سنة لكرة القدم ومنتخب روسيا تحت 21 سنة لكرة القدم. أما مع النوادي، فقد لعب مع أرسنال تولا وزينيت سانت بطرسبرغ ونادي روستوف ونادي غوميل ونيمان غرودنو.

## وصلات خارجية
- أندري فاسيلييف على موقع الاتحاد الأوربي (الإنجليزية)
- أندري فاسيلييف على موقع Soccerway.com (الإنجليزية)